# Lüdke (Familie)

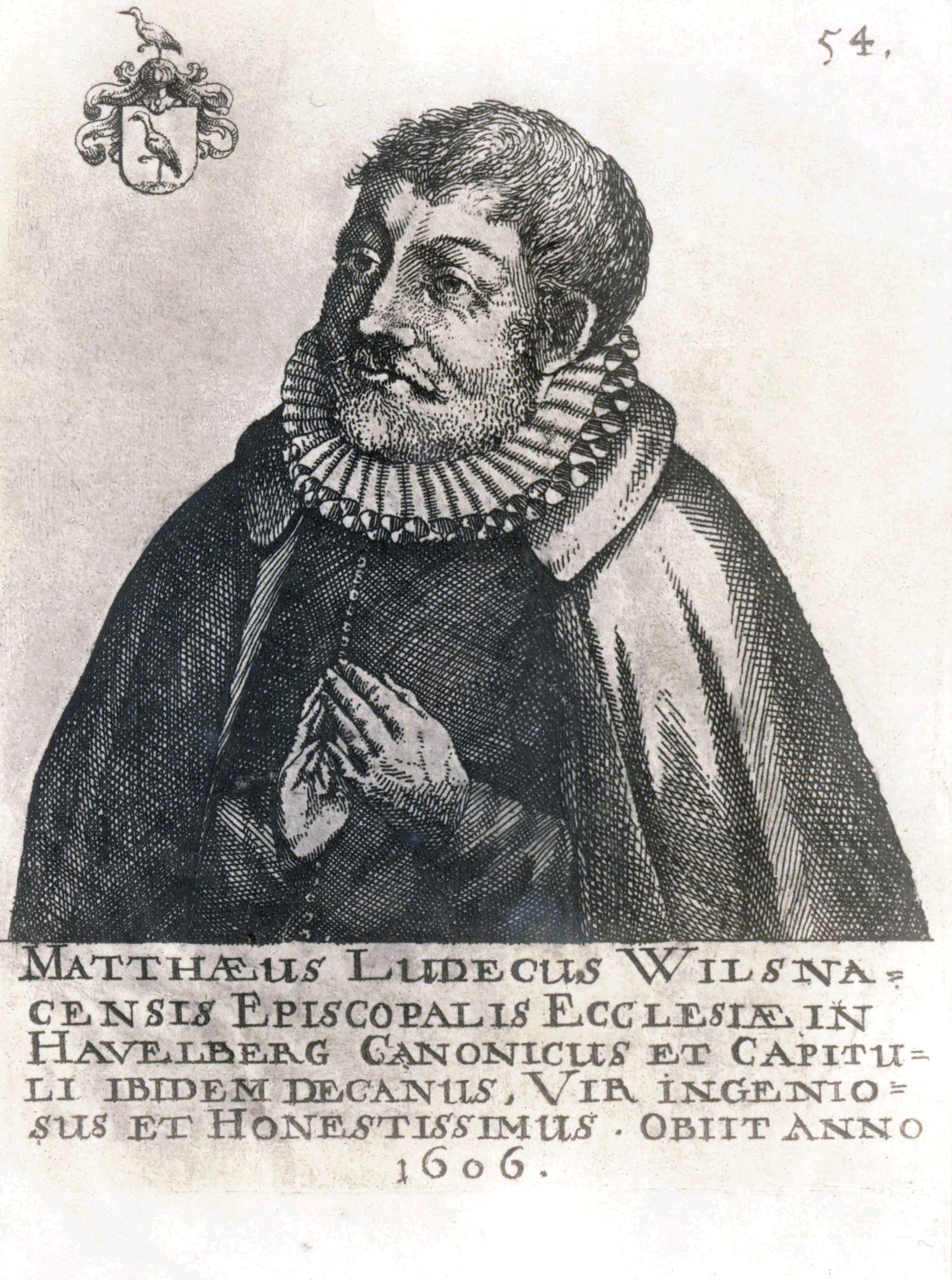
Matthäus Ludecus (1517–1606), Domherr in Havelberg

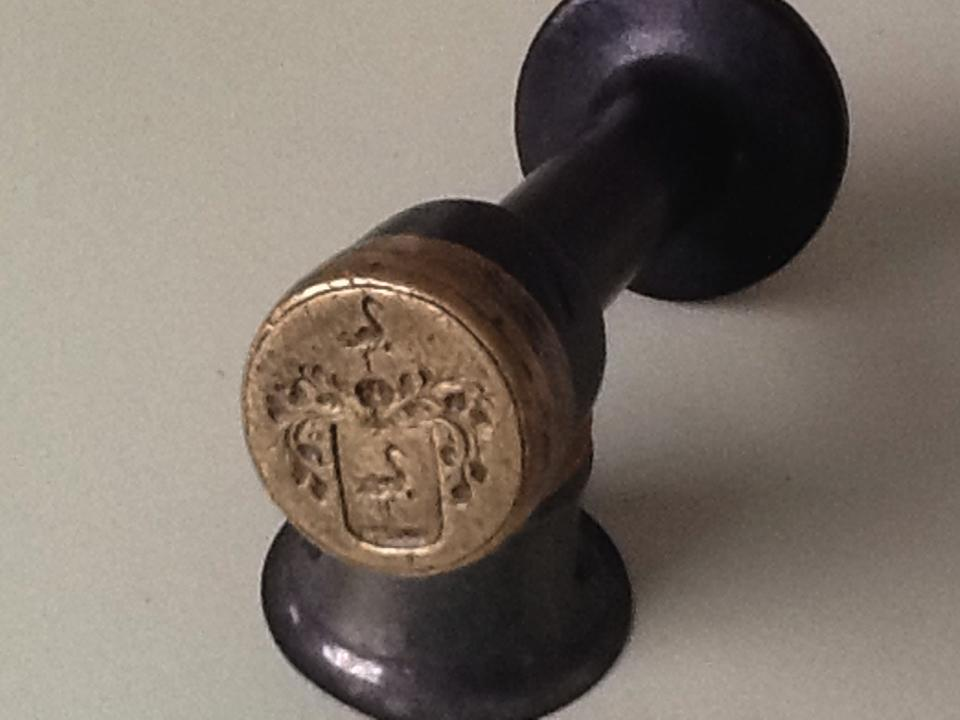
Petschaft der Familie Lütke mit dem Kranich als Wappentier (ca. 1730)

Lüdke (auch Lütcke, Lüdke, Luidtke, Lüdecke ö. ä.; latinisiert: Ludecus) ist der Name einer preußischen Gelehrtenfamilie.
Die Familie ist zu unterscheiden von dem deutschstämmigen russischen Grafengeschlecht Lütke und dem ebenfalls aus Mark Brandenburg stammenden Adelsgeschlecht von der Lütke. Eine Stammesverwandtschaft dieser Familien ist nicht belegt.

## Geschichte
Die Familie hatte schon zu Beginn der Neuzeit in der Altmark (Stendal, Havelberg) enge verwandtschaftliche Beziehungen zu den Familien Schönebeck, Salzwedel und Prätorius zu Beginn der Neuzeit.
Namensgeber der Familie und Urahn ist Matthäus Ludecus, erster evangelischer Domherr am Stift zu Havelberg (1517–1606), der mit Anna Dannels verheiratet war. Sein Sohn Lucas Luidtke (ca. 1562–1596) war ebenfalls Domherr in Havelberg. Er war verheiratet mit Catharina Hoffmeister, einer Enkeltochter des kurbrandenburgischen Kanzlers Johann Weinlob, der die Neugestaltung der kirchlichen Verhältnisse nach der Reformation in Brandenburg entscheidend juristisch und verwaltungsmäßig gestaltet hat. Germanus Luidtke (1502–1672) war beim Tode seines Vaters Lucas Luidtke gerade 4 Jahre alt. Sein Großvater Matthäus Ludecus und sein Stiefvater, der Bürgermeister von Stendal, Johann Salzwedel, der die Kindesmutter geheiratet hatte, sorgten für Erziehung und Studium. Germanus Luidtke wurde Bürgermeister in Stendal. Er heiratete Anna Krahne, mit der er mehrere Kinder hatte. Die Tochter seines Sohnes Adam Luidtke, Anna Luidtke, heiratete etwa 1672 Johann Prätorius (Johann Schulze), den Pfarrherrn von Seitz und Winzelberg (1672–1677) und von Kloster Neuenfels (1677–1713). Germanus Luidtke (Hofrat), Sohn von Lucas Luidtke, war hochfürstlicher Brandenburgischer Hofrat und Geheimsekretär in Bayreuth. Elisabeth Luidtke entstammte der späteren Ehe des Germanus Luidtke mit Elisabeth Lentin, der Witwe des kurfürstlich brandenburgischen Amtmanns zu Neuendorf, Heinrich Döhren. Sie heiratete den Altmärkischen Advokaten am Quartalsgericht in Stendal, Christoph Praetorius. Christian Luidtke (geb. 1621, gestorben nach 1685), Sohn des Germanus Luidtke, war Ratsherr, Obersekretär und Bürgermeister (1685) in Stendal. Er heiratete 1668 Maria Hedwig Schönebeck, die Tochter des Kämmerers und Bürgermeisters der Stadt Stendal Benedikt Schönebeck. Benedikt Schönebeck war der Sohn des Bürgermeisters von Stendal, Bartholomäus Schönebeck (1548–1605), der 1581 die 16-jährige Margarethe Salzwedel, Tochter des Stendaler Bürgermeisters Johann Salzwedel, (Stiefvater von Germanus Luidtke) geheiratet hatte. Der Sohn von Christian Luidtke, Germanus Lüdke, (1683–1735) war ab 1716 Adjunkt am Dom in Stendal. Er war verheiratet mit Maria Elisabeth Otte. Deren Sohn war der ev. Theologe der Aufklärung, Friedrich Germanus Lüdke (1730–1792), zuletzt Erzdiakon der Nicolaikirche in Berlin. Er war verheiratet mit Charlotte Luise Weissenberg. Aus dieser Ehe stammte der Landwirt, königlich preußischer Oberamtmann sowie Pächter der Staatsdomäne in Altlandsberg Karl Friedrich Wilhelm Lüdke. Seine Söhne waren ebenfalls Landwirte. Gustav Germanus Lüdke (Luedke) (1803–1894) war ab 1838 Generalpächter des Königlich-Domänen-Vorwerks Alt-Landsberg. Nach Beendigung des Pachtverhältnisses im Jahre 1863 war er von 1868 bis 1878 als Amtsrat Besitzer des Rittergutes in Ober-Schönfeld bei Bunzlau in Schlesien. Sein Bruder Julius Heinrich Lüdke (1817–1892) war nach Schlesien etwa im Jahre 1842 ausgewandert und übernahm die Verwaltung des Gutes des Grafen Franz von Zawadzki in Ponischowitz bei Gleiwitz. Nachdem seine Ehefrau Ottilie Heinze 1852 verstorben war, heiratete er 1854 Anna Euphemia Gemander (1826–1908), die Schwester des späteren Rittergutsbesitzers und Amtmanns Anton Gemander (1822–1889), mit dem er das Karl Godulla gehörende Gut Bujakow im Kreis Beuthen seit 1851 bewirtschaftete. Erich Gustav Theodor Heinrich Richard Lüdke (1882–1946 in Torgau) war Sohn des Oberst Richard Germanus Lüdke und Enkelsohn des Landwirts Gustav Germanus Lüdke. Er war ein deutscher General der Infanterie im Zweiten Weltkrieg. Nach der Besetzung Dänemarks durch deutsche Truppen wurde er zum „Befehlshaber der deutschen Truppen in Dänemark“ ernannt. Am 27. September 1942 wurde Lüdke aus Anlass der Telegrammkrise von seinem Posten enthoben. Im Mai 1945 wurde Lüdke von sowjetischen Truppen verhaftet und als Kriegsgefangener in das Gefangenenlager nach Torgau verbracht. Dort verstarb er am 13. Februar 1946.

## Persönlichkeiten
- Matthäus Ludecus (1517–1606), Jurist und Domdechant am Havelberger Dom
- Lucas Luidtke (ca. 1562–1596), Jurist und Domherr in Havelberg
- Germanus Luidtke (1592–1672), Jurist und Bürgermeister in Stendal, Verordneter der kurmärkischen Landschaft
- Christian Luidtke (1621–nach 1685), Jurist und Bürgermeister in Stendal
- Germanus Lüdke (1683–1735), Theologe, Erzdiakon im Dom zu Stendal
- Friedrich Germanus Lüdke (1730–1792), bedeutender deutscher evangelischer Theologe der Aufklärung
- Karl Friedrich Wilhelm Lüdke (1778–1834), Landwirt, königlich preußischer Oberamtmann, Pächter des Rittergutes Brunn bei Neustadt an der Dosse, Eigentümer des Rittergutes Waldow bei Lübben im Spreewald sowie danach Pächter der Staatsdomäne in Altlandsberg nordöstlich von Berlin
- Gustav Germanus Lüdke (1803–1894), Generalpächter des Königlich-Domänen-Vorwerks Alt-Landsberg
- Erich Lüdke (1882–1946), General der Infanterie im Zweiten Weltkrieg

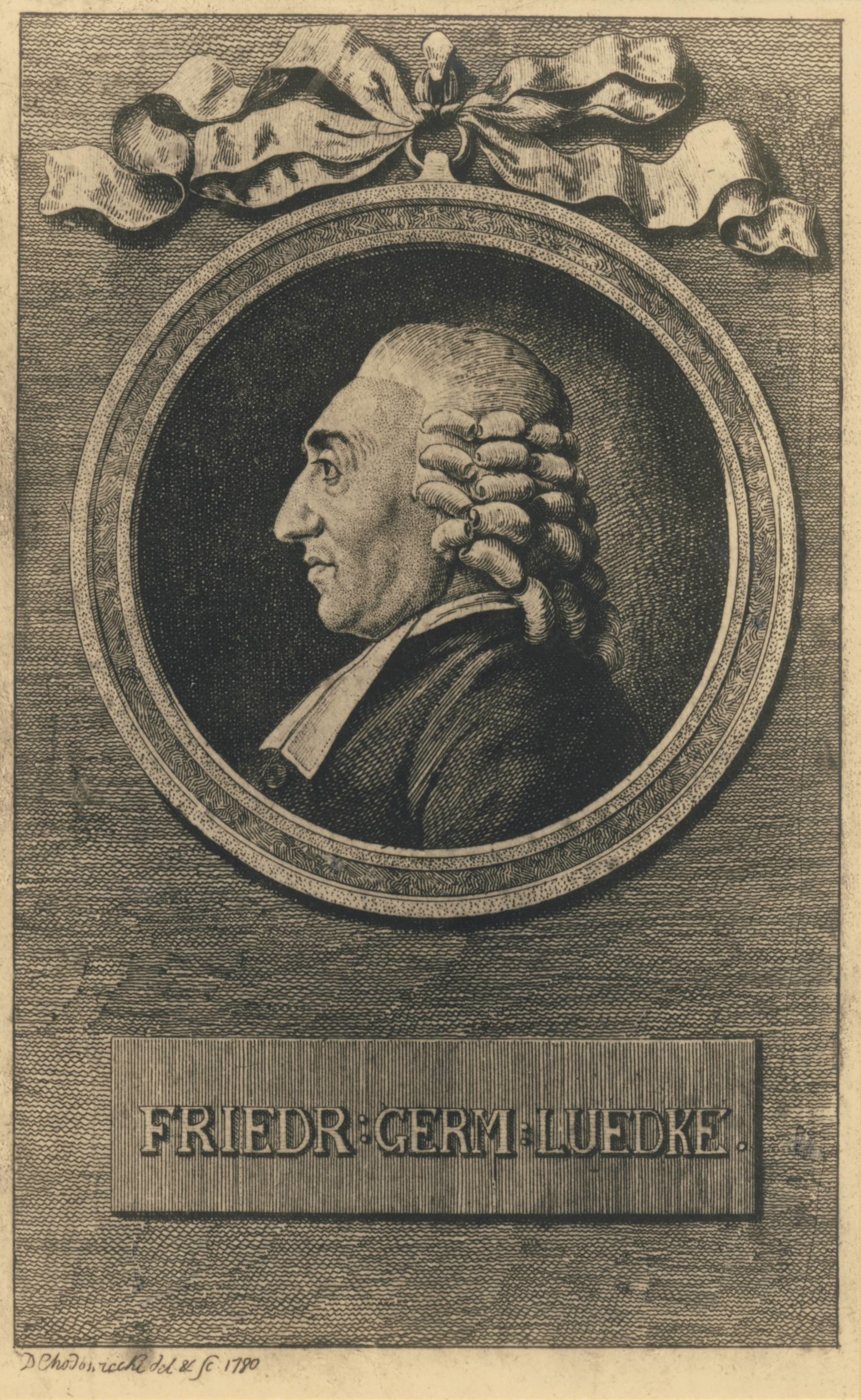
Kupferstich von Friedrich Germanus Lüdke (1730–1792) (Chodowiecki, Allg. d. Bibli. 1785)
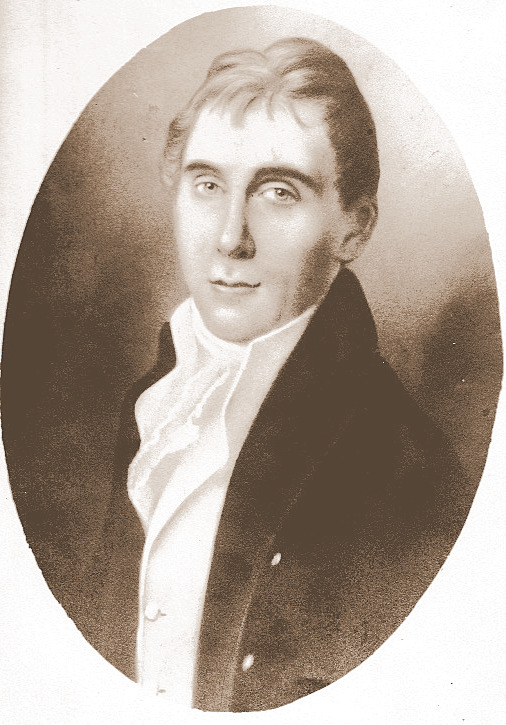
Karl Friedrich Wilhelm Lüdke (1778–1834)
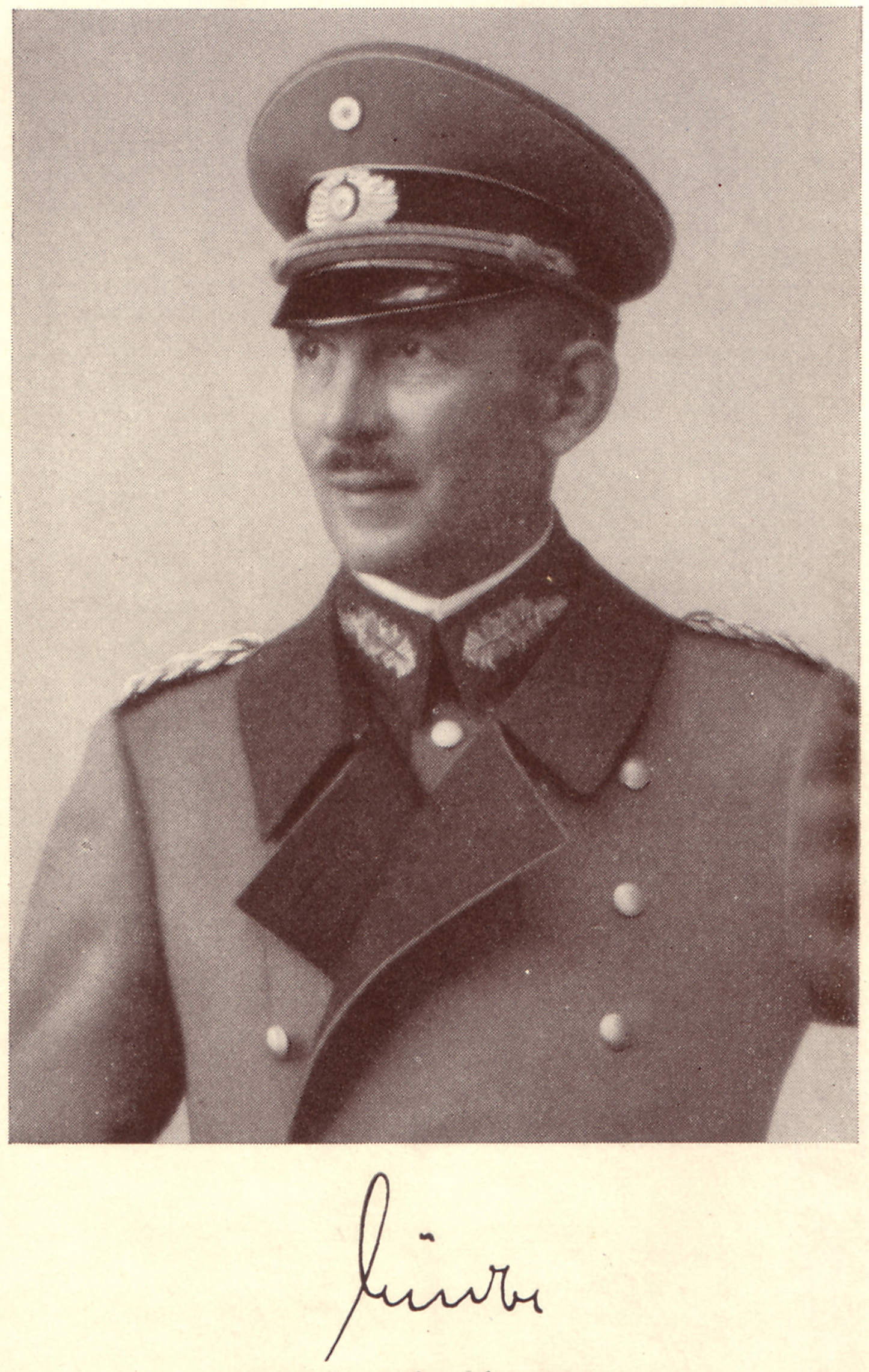
Erich Lüdke (1882–1946), 1934

## Wappen
- Blasonierung des redenden Stammwappens: In Silber ein naturfarbener Kranich (Kranich = „Lütke“), einen Stein im rechten Fuß haltend. Auf dem Helm mit rot (?)-silbernen Helmdecken der silberne Kranich.